# جرج رابینسون
جرج رابینسون (انگلیسی: George Robinson؛ ‏ ۱۸۹۰ - ۳۰ اوت ۱۹۵۸) بازیگر اهل ایالات متحده آمریکا بود.
از فیلم‌هایی که وی در آن‌ها نقش داشته‌است، می‌توان به طلای ساتر، هنری با من برقص، رتیل، دستری، ملاقات ابوت و کاستلو با مومیایی، گمشده در آلاسکا، ملاقات ابوت و کاستلو با دکتر جکیل و آقای هاید، جک و لوبیای سحرآمیز، ملاقات ابوت و کاستلو با مرد نامرئی، ابوت و کاستلو در لژیون خارجی، تبعید، خانه دراکولا، دانشکده، سرنوشت، خانه فرانکشتاین، پنجه سرخ، علی‌بابا و چهل دزد، برج لندن، پسر فرانکشتاین، راه بازگشت، دایموند جیم، اسرار ادوین درود، آرزوهای بزرگ، دراکولا و قهرمانان جهنم اشاره نمود.